# غل خندان (مقاطعة فامنين)
غل خندان (بالفارسية: گل خندان) هي قرية تقع في قسم بيشخور الريفي (مقاطعة فامنين) في إيران. يقدر عدد سكانها بـ 47 نسمة بحسب إحصاء 2016.